# Hälsovård (tandvård)
Hälsovård är en finländsk specialinriktning för tandläkare. Specialisttandläkare i hälsovård har legitimation från rättsskyddscentralen och har en treårig specialistutbildning i allmäntandvård.